# Jagdgeschwader 334
A Jagdgeschwader 334 foi uma asa de caças da Luftwaffe, durante a Alemanha Nazi. Criada no dia 15 de março de 1937 em Mannheim-Sandhofen, foi extinta no dia 1 de novembro de 1938. O seu Stab foi usado para formar o Stab/JG 133, dois dos seus grupos foram para a JG 133 e um grupo para a JG 144.

## Comandantes
- Oberst Bruno Loerzer, 15 de março de 1937 - 1 de abril de 1938[2]
- Obstlt Werner Junck, 1 de abril de 1938 - 1 de novembro de 1938[2]